# Boden- und Deckeneffekt
Boden- und Deckeneffekt (engl. floor effect bzw. ceiling effect) bezeichnen in den empirischen Wissenschaften die Messabweichung, die auftritt, wenn ein Messverfahren unterschiedlichen Messgrößen denselben Messwert zuordnet, weil die Messgröße den Empfindlichkeitsbereich des Verfahrens unter- bzw. überschreitet.

## Beispiele

### Bodeneffekt

#### Beispiel „Intelligenztest“
Der Bodeneffekt tritt etwa auf, wenn ein psychologischer Test niedrige Leistungen unterschiedlicher Qualität des empirischen Relativs im numerischen Relativ nicht mehr unterscheidet, da sowohl niedrigen als auch mittelguten Leistungen (im schlimmsten Fall sogar allen Leistungen) der minimale Zahlenkennwert zugeordnet wird und somit die Trennschärfe der resultierenden Indizes leidet. Gegeben sei ein fiktiver Intelligenztest, dessen Ersteller behaupten, damit zuverlässig den Intelligenzquotientenbereich von 50 bis 150 IQ-Punkten abdecken zu können. Der Test besteht lediglich aus mehreren kleineren mathematischen Tests, in denen der Proband aufgefordert wird, die nach logischen Kriterien gegebene Zahlenreihe fortzusetzen. Die leichtesten Zahlenreihen haben folgende Gestalt:
- 2 7 1 8 2 8 1 8 2 8 4 5 9 0

(Lösung: 4, 14. Nachkommastelle der Eulerschen Zahl)
- 6 28 496 8.128 33.550.336

(Lösung: 8.589.869.056, sechste perfekte Zahl)
- 146511208 472335975 534494836

(Lösung: 912985153, letzte neunstellige Armstrong-Zahl)
- etc.

Da diese Tests vermutlich von vielen Testteilnehmern, auch überdurchschnittlich intelligenten, nicht gelöst werden können, sofern sie kein fachspezifisches universitäres Wissen über Mathematik besitzen, und unterdurchschnittlich intelligente Probanden erst recht Probleme haben dürften, werden vermutlich fast alle Probanden in diesem Test eine sehr niedrige Punktzahl erreichen. Die Testergebnisse der meisten erreichen somit den „Boden“ und die erwünschte Aussagekraft nimmt Schaden.

#### Beispiel Thermometer
Quecksilberthermometer können in einem Temperaturbereich von −38 °C bis 350 °C die Temperatur zuverlässig messen. Unterhalb von −38 °C gefriert Quecksilber und zeigt damit nicht mehr das gewünschte Ausdehnungsverhalten. Ist es also kälter als −38 °C, zeigt das Thermometer einen konstanten, falschen Wert an.

### Deckeneffekt

#### Beispiel „Intelligenztest“
Ein guter psychologischer Test ermittelt die Unterschiede zwischen den Testobjekten auch an den „Rändern“, also bei den sehr starken und sehr schwachen Testteilnehmern. Ist ein Test so einfach, dass viele Probanden das optimale Ergebnis erzielen (z. B. die größtmögliche Punktzahl), obwohl ihre Leistungsfähigkeiten sehr verschieden sind, tritt der Deckeneffekt auf. Ein Beispiel sei ein Intelligenztest, der so gestaltet ist, dass er den Intelligenzquotienten (IQ) einer Person ab einer gewissen Grenze nicht mehr zuverlässig messen kann. In der Regel liegt diese Grenze bei etwa 140: Das heißt, das korrekte Ausfüllen jeder Frage im Intelligenztest führt zu einem IQ von 140. Ein noch besseres Resultat kann der Test gar nicht liefern, egal, wie intelligent die Testperson wirklich ist. Gegeben sei ein fiktiver Intelligenztest, dessen Ersteller behaupten, damit zuverlässig den Intelligenzquotientenbereich von 50 bis 150 IQ-Punkten abdecken zu können. Der Test bestehe lediglich aus mehreren mathematischen Subtests, in denen der Proband aufgefordert wird, nach logischen Kriterien gegebene Zahlenreihen fortzusetzen. Die anspruchsvollsten Zahlenreihen mögen folgende Gestalt haben:
- 1 2 3 4 5

(Lösung: 6)
- 2 4 6 8 10

(Lösung: 12)
- 3 6 9 12 15

(Lösung: 18)
- etc.

Da diese Aufgaben vermutlich von vielen, auch intelligenzschwächeren Testteilnehmern korrekt gelöst werden können, intelligenzstarke Probanden aber erst recht keine Probleme haben dürften, wird vermutlich von fast allen Probanden eine hohe Punktzahl erreicht. Die Testergebnisse der meisten erreichen somit die „Decke“, und die erwünschte Aussagekraft nimmt Schaden.

#### Beispiel Briefwaage
Legt man auf eine Briefwaage, die maximal 100 Gramm anzeigen kann, einen Brief, der über 100 Gramm wiegt, so zeigt die Waage immer 100 Gramm an, unabhängig davon, wie schwer der aufgelegte Gegenstand tatsächlich ist.